# 3755 Lecointe
3755 Lecointe è un asteroide della fascia principale. Scoperto nel 1950, presenta un'orbita caratterizzata da un semiasse maggiore pari a 2,2469665 UA e da un'eccentricità di 0,2185897, inclinata di 7,79307° rispetto all'eclittica.
L'asteroide è dedicato Georges Lecointe, direttore dell'Osservatorio Reale del Belgio dal 1900 al 1925.